# Krywbas Krzywy Róg (koszykówka)
Krywbas Krzywy Róg (ukr. Спортивний клуб «Кривбас» Кривий Ріг, Sportywnyj Kłub "Krywbas" Krywyj Rih) – ukraiński klub koszykarski, mający siedzibę w mieście Krzywy Róg.

## Historia
Chronologia nazw:
- 2000: BK Basket Krzywy Róg (ukr. БК «Баскет» Кривий Ріг)
- 2002: BK Krywbasbasket Krzywy Róg (ukr. БК «Кривбасбаскет» Кривий Ріг)
- 2013: SK Krywbas Krzywy Róg (ukr. СК «Кривбас» Кривий Ріг)
- 2017: klub rozwiązano

Klub koszykarski Basket Krzywy Róg został założony w Krzywym Rogu w 2000 roku. W sezonie 2000/01 zespół rozpoczął występy w Pierwszej Lidze Ukrainy, zajmując drugie miejsce. W sezonie 2001/02  debiutował w Wyższej lidze. W debiutanckim sezonie zajął 6.miejsce. W 2002 zmienił nazwę na Krywbasbasket Krzywy Róg. W sezonie 2002/03 zajął pierwsze miejsce w lidze jednak nie awansował. W sezonie 2003/04 ponownie wygrał Wyższą Ligę i tym razem awansował do Superligi. W sezonie 2004/05 debiutował w najwyższej klasie, zajmując 8.miejsce. W 2006 był na 8.pozycji, w 2007 na 7.lokacie, a w 2008 został sklasyfikowany na 9.miejscu. W sezonie 2008/09 po raz pierwszy w historii europejskiej koszykówki nastąpił podział krajowego związku koszykówki. Formalnie powodem podziału był brak akceptacji przez FBU pewnych ograniczeń. W szczególności limit wynagrodzeń, który istnieje w Stanach Zjednoczonych i limit dla zagranicznych graczy. Niektóre kluby, które nie zrezygnowały z tego stanowiska, zjednoczyły się w nowej lidze – Ukraińskiej Lidze Koszykówki (UBL), reszta pozostała w Superlidze. Krywbasbasket startował w UBL, wygrywając ligę. W 2009, po połączeniu dwóch lig, a mianowicie UBL i Superligi, klub zdobył brązowe medale mistrzostw. W następnym sezonie 2010/11 zajął 8.miejsce. W 2012 był dziesiątym, a w 2013 awansował na 9.pozycję. W październiku 2013 po reorganizacji klubu został zarejestrowany SK Krywbas Krzywy Róg, drużyna sekcji koszykarskiej startowała w Superlidze, zajmując w sezonie 2013/14 spadkowe przedostatnie 13.miejsce. W sezonie 2014/15 występował w Pierwszej lidze. W sezonie 2015/16 ponownie mistrzostwa Ukrainy rozgrywane w dwóch osobnych ligach, podporządkowanej FBU SL Favorit Sport oraz w UBL. Klub został zaproszony do SL Favorit Sport, zdobywając brązowe medale mistrzostw. 1 lutego 2017 klub zrezygnował z występów w Superlidze i został rozwiązany.

## Sukcesy
- mistrz UBL: 2007/08
- brązowy medalista Mistrzostw Ukrainy: 2008/09, 2015/16.
- finalista Pucharu Ukrainy: 2015/16

## Koszykarze i trenerzy klubu

### Trenerzy
...
- 2007–2010:  Zvezdan Mitrović
- 2011–2016:  Wołodymyr Czursin

## Struktura klubu

### Hala
Klub koszykarski rozgrywa swoje mecze domowe w hali Kompleks Sportowy KTU (Krzyworoskiego Narodowego Uniwersytetu) w Krzywym Rogu, który może pomieścić 1300 widzów.